# Estación Padilla
Miguel Manuel Padilla es una estación ferroviaria ubicada en la localidad de Villa Martelli, en el partido de Vicente López, Provincia de Buenos Aires.

## Ubicación
Se encuentra en inmediaciones del Nodo Panamericana General Paz. Además, está ubicada a 500 metros de la estación Juan B. Justo de la línea Mitre, nombre que incluso llevó durante un tiempo, hasta alcanzar la denominación actual que rinde homenaje a Miguel Manuel Padilla quien fuera diputado nacional entre los años 1906 y 1908 y presidente del directorio del Ferrocarril Central Córdoba.

## Servicios
Es una estación intermedia de la línea Belgrano Norte que se presta entre las estaciones Retiro y Villa Rosa.